# Stadtpfarrkirche St. Nikolai (Bad Liebenwerda)

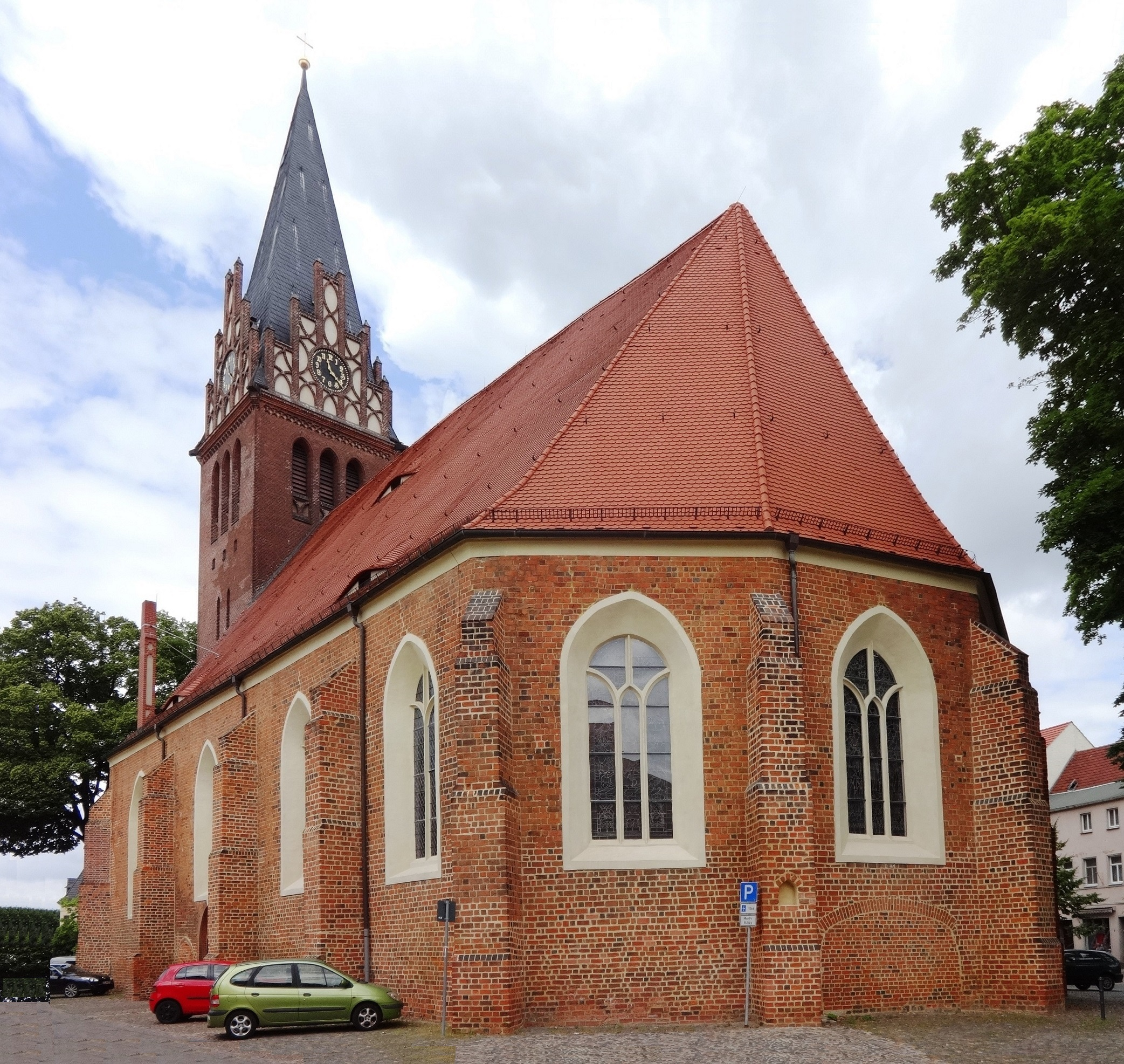
Nikolaikirche in Bad Liebenwerda

Die evangelische Stadtpfarrkirche St. Nikolai ist ein Sakralbau in der Kurstadt Bad Liebenwerda im Landkreis Elbe-Elster im Bundesland Brandenburg. Sie ist Nikolaus von Myra, dem Schutzpatron der Seefahrer, geweiht.

## Geschichte
Das genaue Baudatum der Kirche ist nicht bekannt. Im Jahr 1231 wurde in Bad Liebenwerda erstmals ein Pfarrer erwähnt, der vermutlich neben der Schlosskapelle auch in einer weiteren Kirche tätig war. Das Bauwerk erscheint urkundlich erstmals 1376. Das Meißener Matrikel erwähnte insgesamt acht Altäre; ein weiterer kam als Stiftung von Heinrich von Weltewitz im Jahr 1391 hinzu. Im Jahr 1490 zerstörte ein Brand neben dem Schloss und zahlreichen Häusern auch die Kirche. Die Gemeinde baute sie wieder auf, doch bereits 1513 gaben zwei Pfeiler des Bauwerks nach und führten zum Einsturz der gesamten Kirche. Friedrich III. setzte sich im Jahr 1515 (andere Überlieferungen sprechen von 1516) dafür ein, die Kirche wieder aufzubauen. 1519 und 1544 besuchte Martin Luther die Kirchengemeinde und wies unter anderem den Superintendenten Liebenwerdas Martin Gilbert in sein Amt ein. Im Dreißigjährigen Krieg kam es in Bad Liebenwerda zu insgesamt drei großen Bränden. Bei einem wurde das Bauwerk abermals stark beschädigt. Eine erneute Kirchweihe ist aus dem Jahr 1655 überliefert. In den folgenden Jahrzehnten erfolgten zahlreiche Ausbesserungsmaßnahmen und Reparaturen, die unter anderem durch Spenden im Jahr 1702 finanziert wurden. Weitere Reparaturen wurden in den Jahren 1740 und 1790 abgeschlossen, wie aus archivierten Rechnungen hervorgeht. Größere Umbauten im Innenraum sind aus den Jahren 1850 bis 1911 nachgewiesen. In dieser Zeit erfolgte eine weitgehend neugotische Gestaltung des Innenraums sowie der Einbau einer Orgel durch Johann Gottlob Mende aus Leipzig. Am 29. Mai 1894 zerstörte ein Blitz große Teile des Westturms, der daraufhin in den folgenden vier Jahren unter der Leitung des Kreisbauinspektors de Ball sowie des königlichen Bauführers Echtermeyer erneuert wurde. Experten vermuten, dass sie dabei im unteren Bereich auf Mauerwerksreste aus dem 14. Jahrhundert zurückgriffen. Am 31. Oktober 1917 brachte die Kirchengemeinde eine Gedenktafel für die beiden Besuche Luthers am Gebäude an.
1991 sanierte die Kirchengemeinde den Dachstuhl und deckte das Dach neu ein. Dabei wurde die Flachdecke isoliert und der Fußboden des Dachstuhls erneuert. 1995 konnten die zum Teil bereits gerissenen Öfen durch eine moderne Heizung ersetzt werden. 1999 zerstörten Unbekannte einige Fenster der Kirche im Chor, die daraufhin durch Schutzgitter vor weiteren Übergriffen gesichert wurden. In demselben Jahr erfolgte auch ein Brandanschlag auf das Westportal, bei dem die Kirchentüren in Mitleidenschaft gezogen wurden. Die Kirchengemeinde installierte daraufhin eine neue Schließanlage. 2004 kam es erneut zu einem Brandanschlag, woraufhin Experten eine Brandmeldeanlage im Bauwerk installierten. 2005 sanierte die Gemeinde die beiden Kirchenfenster im Bereich der Westempore. Ein Jahr später installierten Handwerker einen Sanitärbereich im Turmraum, 2011 erneuerten andere Handwerker die Treppe zur Orgelempore. In den Jahren 2018 bis 2020 wurde ein barrierefreier Zugang eingerichtet, und eine neue Beleuchtung sowie eine verbesserte Tonanlage eingebaut. Der bisherige steinerne Altarblock wurde durch einen vom Gemeindemitglied Erwin Rohleder geschaffenen hölzernen Altartisch ersetzt. Vor Erwin Rohleder wurde auch die Figur des segnenden Christus auf dem Altar geschaffen.

## Architektur

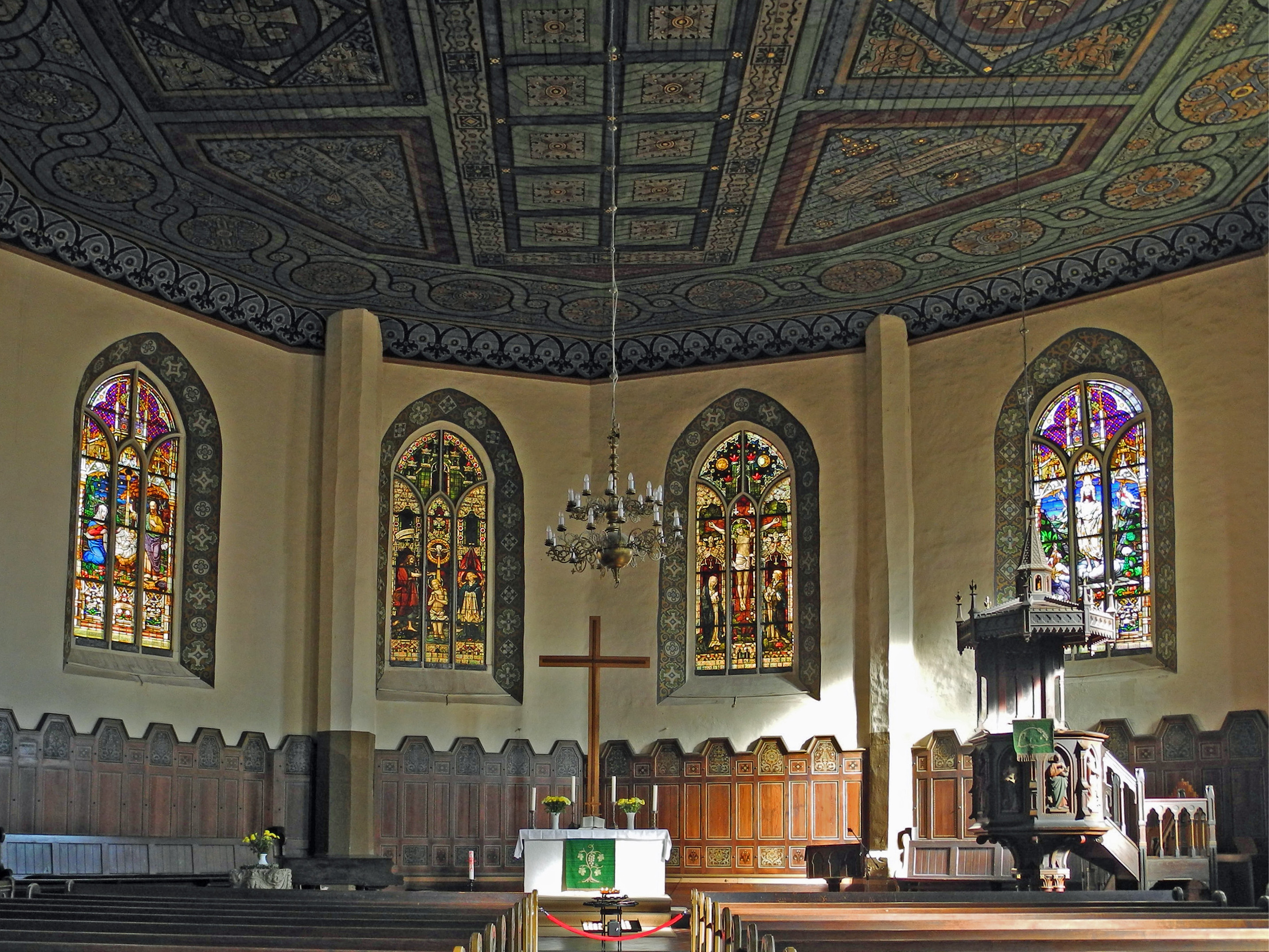
Innen-Ansicht

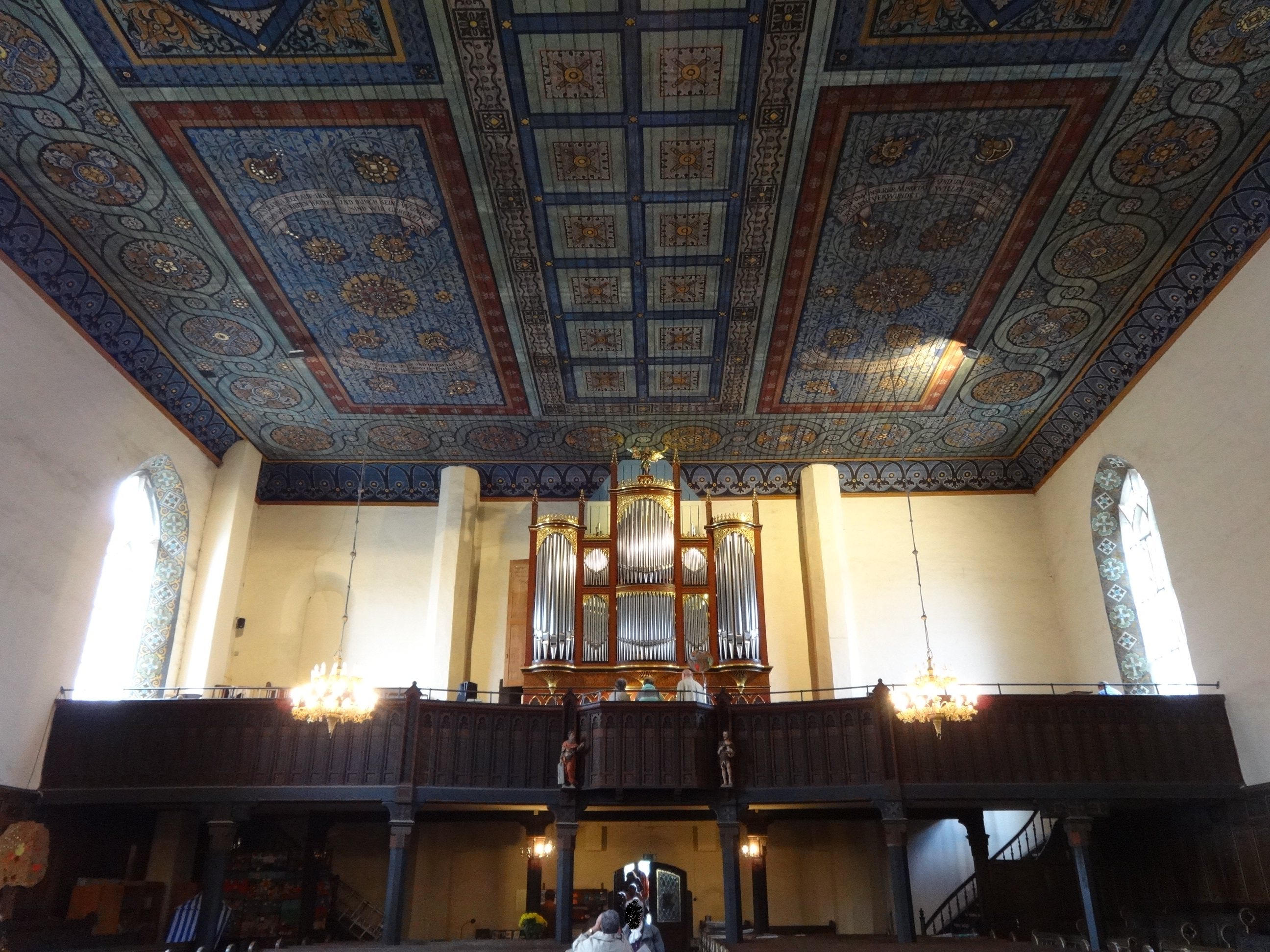
Orgelempore und Flachdecke

Die Gebäudehülle trägt die Formensprache der Spätgotik und wurde aus rotem Backstein errichtet. Ausgrabungen aus dem Jahr 1994 ergaben, dass das Bauwerk als dreischiffige, gewölbte Hallenkirche angelegt, nach dem Einsturz im 16. Jahrhundert jedoch als Saalkirche wiederhergestellt wurde. Der Chor verfügt über einen flachen, dreiseitigen Abschluss. Schiff und Chor sind mit mehrfach abgetreppten Strebepfeilern verstärkt, die ebenfalls aus Backstein errichtet wurden und bis zum Scheitel der großen, spitzbogenförmigen Fenster reichen. Diese sind mit einem breiten, hell verputzten Gewände versehen. Sie sind dreigeteilt und wurden vermutlich beim Umbau 1513 vergrößert. Am nördlichen Kirchenschiff errichteten die Baumeister in der zweiten Hälfte des 16. Jahrhunderts einen zweigeschossigen Anbau mit einer Sakristei mit einem Zellengewölbe und einer im Innern netzgewölbten Ratsloge. Von außen fällt der Pfeilergiebel aus der Spätrenaissance ins Auge. Neben diesem Anbau brachte die Kirchengemeinde eine Büste von Martin Luther mit einer Gedenktafel für seine beiden Visitationen an. An der südlichen Chorwand ist eine flache, bogenförmige Öffnung erkennbar, die sorgfältig mit Backstein verschlossen wurde und fast den gesamten Raum zwischen den beiden Strebepfeilern einnimmt.
Im oberen Geschoss des rechteckigen Turms befinden sich an allen drei Seiten je drei bogenförmige Klangarkaden. Der Turmhelm schließt mit einem Gesims ab, das mit einem Fries versehen ist. Darüber errichteten die Baumeister einen gestaffelten Giebel, der kunstvoll mit Maßwerk verziert wurde und eine Turmuhr aufnimmt. Der sich daran anschließende Spitzhelm ist mit schwarzem Schiefer gedeckt und schließt mit einer Kugel und einem Kreuz ab. Die untere Hälfte der Kugel stammt aus dem Jahr 1898, die obere Hälfte wurde mit Hilfe der Spende eines unbekannten Bürgers neu angefertigt.

## Ausstattung
Die neugotische Kanzel wie auch der getäfelte Wandsockel stammen aus dem Jahr 1911. In diesem Jahr gestaltete auch August Oetken die neugotische, ornamentale Bemalung der hölzernen Flachdecke mit Jugendstilelementen. An der Westwand sowie im Chor sind Reste der polygonalen Wandpfeiler zu erkennen. Die Glasmalereien in den vier Fenstern des Chors zeigen Geburt, Taufe, Kreuzigung und Auferstehung Jesu Christi. Sie stammen aus dem Jahr 1908, entstanden in der Werkstatt von Gerstner und Werner in Görlitz und gehen auf Stiftungen des Apothekers Liebe sowie des Büromaschinenherstellers Reiss zurück. Die Fünte aus Sandstein trägt das Datum 5. Juni 1671. Sie ist mit einem frühbarocken Dekor verziert und fußt auf einer achteckigen Kuppa, die mit Putten und Früchten verziert ist und an dessen Fuß Masken eingearbeitet wurden. Das überlebensgroße Kruzifix vor dem Triumphkreuz an der Südwand stammt vermutlich aus dem 16. oder 17. Jahrhundert.
Die Orgelempore wurde von der Kirchengemeinde im Jahr 1850 erbaut. Ein Jahr später errichtete Johann Gottlob Mende aus Leipzig dort eine Orgel mit einem spätklassizistischen Orgelprospekt. 1922 hat Wilhelm Rühlmann (junior) aus Zörbig ein neues Orgelwerk mit zwei Manualen und 22 Registern hinter den Prospekt von Mende gesetzt. 1993 wurde dieses Orgelwerk wiederum ersetzt durch ein Instrument der Firma Mitteldeutscher Orgelbau A. Voigt, das 41 Register auf drei Manualen und Pedal besitzt. Außer dem Mende-Prospekt wurden auch Teile der Rühlmann-Orgel wiederverwendet.
Der Schmerzensmann, der aus einem gotischen Schrein stammt, wurde auf das Jahr um 1500 datiert. Er ist im Juni 2015 deponiert und nicht ausgestellt.
Ein Epitaph an der Südwand erinnert an die Tischlerin Johanna Sibylla Tischerin, die am 27. Mai 1671 starb. Gegenüberliegend an der Nordwand befindet sich ein Altarbild, das aus der Zeit um 1700 stammt. In der ursprünglichen Ausstattung standen neben dem Bild die beiden Holzfiguren Mose und Johannes der Täufer, die an der Brüstung der Orgelempore angebracht wurden. Das späte Altarbild aus dem Jahr um 1900 befindet sich im Juni 2015 an der Südwand der Kirche.